# Oyesade Olatoye
Oyesade Olatoye dite Sade Olatoye (née le 25 janvier 1997 à Dublin dans l'Ohio), est une athlète américano-nigériane, spécialiste du lancer du marteau et du lancer du poids.

## Carrière
Née aux États-Unis, Oyesade Olatoye concourt sous les couleurs américaines lors des championnats du monde juniors 2016. Elle opte ensuite pour la nationalité sportive nigériane en 2019, participant aux Jeux africains ainsi qu'aux championnats du monde 2019.
Elle remporte aux Jeux africains la médaille d'or au lancer du poids et la médaille de bronze au lancer du marteau.
Néanmoins, l'IAAF annonce que son changement de nationalité a été enregistré seulement le 17 septembre, soit après les Jeux africains qui se sont déroulés en août; elle se voit donc retirer ses médailles.
En 2022 elle devient championne d'Afrique du lancer du marteau à Saint-Pierre, devant l'Algérienne Zouina Bouzebra. La même année, elle décroche une 4e place sur la même épreuve lors des Jeux du Commonwealth. 
Elle obtient la médaille d'argent au lancer du marteau lors des Championnats d'Afrique d'athlétisme 2024 à Douala.

### Palmarès
| Date                        | Compétition                   | Lieu                        | Résultat                    | Discipline                  | Marque                      |
| Représentant les États-Unis | Représentant les États-Unis   | Représentant les États-Unis | Représentant les États-Unis | Représentant les États-Unis | Représentant les États-Unis |
| --------------------------- | ----------------------------- | --------------------------- | --------------------------- | --------------------------- | --------------------------- |
| 2016                        | Championnats du monde juniors | Bydgoszcz                   | 15e                         | Lancer du marteau           | 58,52 m                     |
| Représentant le Nigeria     |                               |                             |                             |                             |                             |
| 2019                        | Jeux africains                | Rabat                       | —                           | Lancer du poids             | DQ                          |
| 2019                        | Jeux africains                | Rabat                       | —                           | Lancer du marteau           | DQ                          |
| 2019                        | Championnats du monde         | Doha                        | 26e                         | Lancer du poids             | 16,97 m                     |
| 2022                        | Championnats d'Afrique        | Saint-Pierre                | 1re                         | Lancer du marteau           | 63,67 m                     |
| 2022                        | Championnats du monde         | Eugene                      | 27e                         | Lancer du marteau           | 65,71 m                     |
| 2022                        | Jeux du Commonwealth          | Birmingham                  | 4e                          | Lancer du marteau           | 66,80 m                     |
| 2024                        | Jeux africains                | Accra                       | 2e                          | Lancer du poids             | 16,61 m                     |
| 2024                        | Jeux africains                | Accra                       | 3e                          | Lancer du marteau           | 68,92 m                     |
| 2024                        | Championnats d'Afrique        | Douala                      | 2e                          | Lancer du marteau           | 67,72 m                     |

### Records
| Épreuve           | Épreuve   | Performance | Lieu        | Date             |
| ----------------- | --------- | ----------- | ----------- | ---------------- |
| Lancer du poids   | Plein air | 17,88 m     | Austin      | 6 juin 2019      |
| Lancer du poids   | En salle  | 17,88 m     | Ann Arbor   | 23 février 2019  |
| Lancer du disque  | Plein air | 56,68 m     | Bloomington | 16 avril 2021    |
| Lancer du marteau | Plein air | 71,88 m     | Rathdrum    | 1er juillet 2024 |